# Forsthelm
Der Forsthelm ist ein Hilfsmittel im Arbeitsschutz und Teil der PSA-Forst.

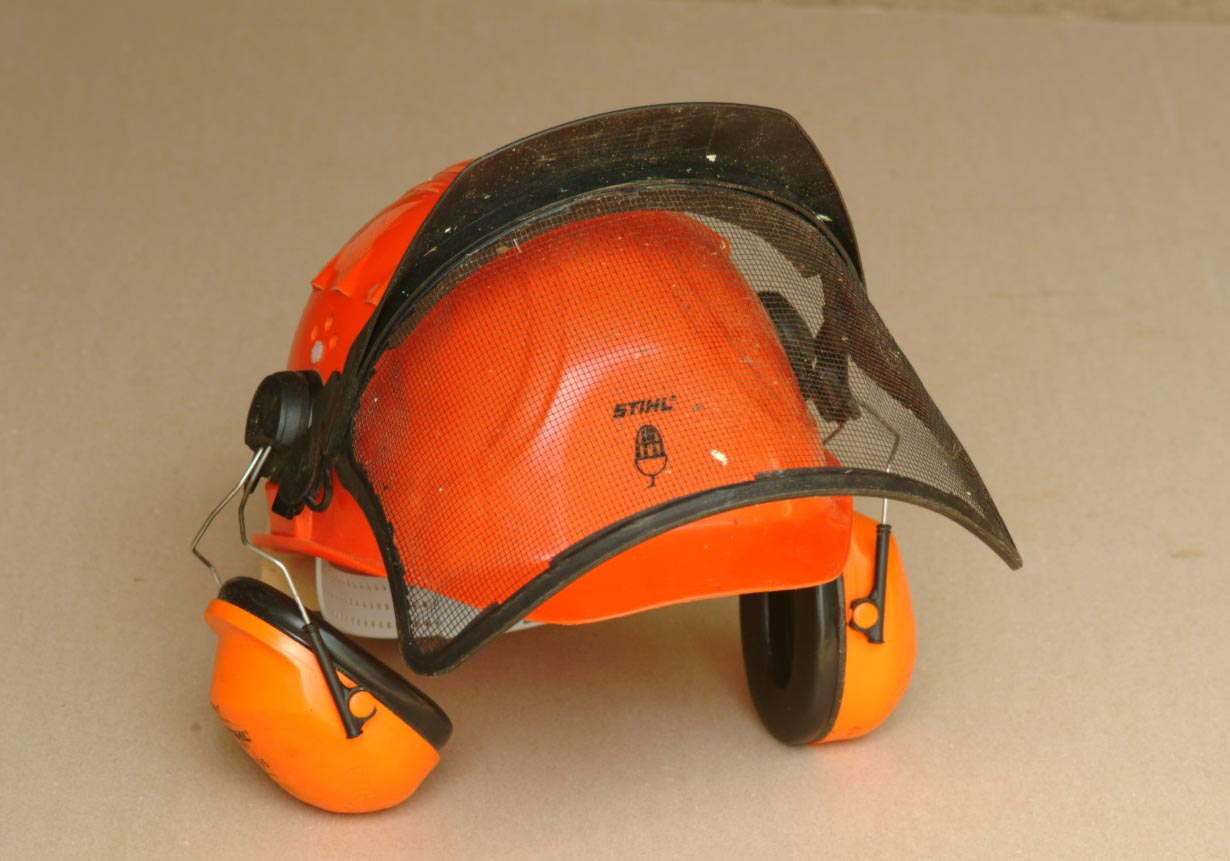
Forsthelm

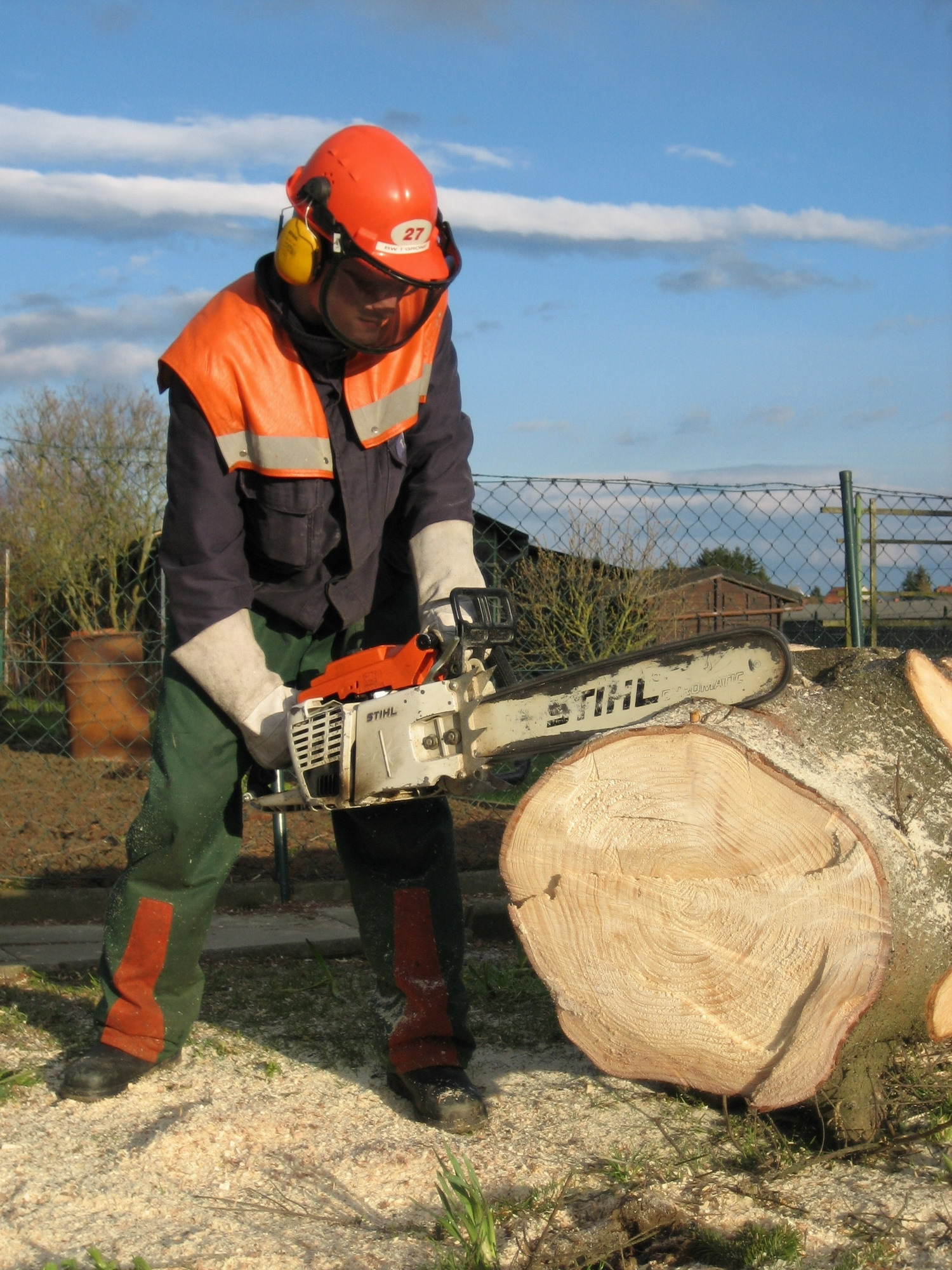
Forsthelm im Einsatz

Der Forsthelm ist zur Prävention von Verletzungen der Augen mit einem Visier aus Acrylglas, Drahtgewebe oder (durchsichtigem) Nylon versehen.
Visiere aus Gewebe haben den Vorteil, dass sie nicht zerkratzt werden können und bei feuchter Luft nicht beschlagen. Ferner ist am Forsthelm ein Gehörschutz angebracht, um den Träger vor dem Lärm der Motorsäge zu schützen.
Der Forsthelm ist ein wirksamer Schutz gegen einen Rückstoß der Motorsäge, der auch Kickback genannt wird. Beim Kickback wird die Kette bei modernen Sägen mittels der Kettenbremse sofort zum Stehen gebracht. Trotzdem kann es zu Verletzungen durch eine stehende Kette im Gesicht kommen. Das Visier hält die Kette ab. 
Auch ist bei den meisten Forsthelmen ein Sonnenschutzschild integriert, damit der Sägeführer nicht geblendet wird.
Ein Forsthelm hat eine maximale Haltbarkeit von höchstens fünf Jahren ab Herstellungsdatum. Im Innenteil des Helms ist ein Datumsaufdruck (Herstellungsdatum) angebracht, damit man das Alter nachvollziehen kann. Hochwertige Helme sind mit einer UV-empfindlichen Einlage versehen, die sich durch UV-Einstrahlung verfärbt. Dadurch kann man am Ende der Haltbarkeit des Helms erkennen, dass er ersetzt werden muss.